# Confissão de Fé Escocesa
A Confissão de Fé Escocesa é uma Confissão de Fé Reformada. Foi escrita em 1560 por cinco pastores da Igreja da Escócia, entre eles John Knox.

## História
Em Agosto de 1560 o Parlamento Escocês concordou com a Reforma da Religião no país. Para permitir aos políticos decidirem quais seriam as doutrinas adotadas, seis líderes da Igreja escreveram a Confissão. O texto foi inspirado pela teologia de João Calvino, embora seja uma produção inteiramente independente deste.
Em dezembro reuniu-se a primeira Assembleia Geral da Igreja Presbiteriana da Escócia, que redigiu o Livro de Disciplina ou constituição da igreja. Compareceram apenas seis pastores e 36 presbíteros. Na época, havia somente doze ministros protestantes em todo o país. No ano seguinte, subiu ao trono a rainha Maria Stuart, que se esforçou por restaurar o catolicismo, no que foi firmemente combatida por Knox.
A Confissão tornou-se lei apenas em 1567. Ela permaneceu a exposição oficial das doutrinas da Igreja Escocesa até 1648, quando foi substituída pela Confissão de Fé de Westminster.

## Estrutura
Dividida em 25 capítulos, tratando de doutrinas a respeito de Deus (1), do homem (2), das Escrituras Sagradas (19), do pecado (3), da Igreja (5, 16, 18, 20, 21, 22, 23, 25), da Salvação (4, 8, 12, 13, 14, 15, 17), de Cristo (6, 7, 9, 10, 11) e do magistrado civil (24). Cada capítulo contém numerosas referências escriturísticas.

## Autores
A Confissão foi escrita por John Knox e outros quatro líderes da Reforma Protestante na Escócia: John Winram, John Spottiswoode, John Willock, John Douglas, e John Row. No entanto, a atribuição da autoria geralmente reforça o papel de John Knox.